# Liste der Bodendenkmäler in Seinsheim
Auf dieser Seite sind die Bodendenkmäler in dem unterfränkischen Markt Seinsheim zusammengestellt. Diese Tabelle ist eine Teilliste der Liste der Bodendenkmäler in Bayern. Grundlage ist die Bayerische Denkmalliste, die auf Basis des Bayerischen Denkmalschutzgesetzes vom 1. Oktober 1973 erstmals erstellt wurde und seither durch das Bayerische Landesamt für Denkmalpflege geführt wird. Die folgenden Angaben ersetzen nicht die rechtsverbindliche Auskunft der Denkmalschutzbehörde.

## Bodendenkmäler in Seinsheim

### Gemarkung Bullenheim
| Lage                  | Objekt | Akten-Nr.     | Bild |
| --------------------- | --- | ------------- | ---- |
| Bullenheim (Standort) | Ringwall und Abschnittsbefestigungen der Bronzezeit und Urnenfelderzeit sowie des frühen Mittelalters, Höhensiedlung des Jungneolithikums, der Hallstatt- und Latènezeit sowie der römischen Kaiserzeit, mittelalterlicher Burgstall. | D-5-6327-0186 |      |

### Gemarkung Iffigheim
| Lage                 | Objekt | Akten-Nr.     | Bild |
| -------------------- | --- | ------------- | ---- |
| Iffigheim (Standort) | Siedlung der Linearbandkeramik mit Sonderbestattungen sowie Siedlung der Urnenfelder- und Hallstattzeit.                                                 | D-6-6327-0063 |      |
| Iffigheim (Standort) | Archäologische Befunde des Mittelalters und der frühen Neuzeit im Bereich der Katholischen Kirche St. Johannes der Täufer von Iffigheim mit Kirchenburg. | D-6-6327-0232 |      |
| Iffigheim (Standort) | Siedlung vor- und frühgeschichtlicher Zeitstellung. | D-6-6327-0270 |      |

### Gemarkung Markt Herrnsheim
| Lage                        | Objekt                                                                        | Akten-Nr.     | Bild |
| --------------------------- | ----------------------------------------------------------------------------- | ------------- | ---- |
| Markt Herrnsheim (Standort) | Bestattungsplatz mit Grabhügeln und Siedlung vorgeschichtlicher Zeitstellung. | D-6-6327-0144 |      |

### Gemarkung Obernbreit
| Lage                  | Objekt                                              | Akten-Nr.     | Bild |
| --------------------- | --------------------------------------------------- | ------------- | ---- |
| Obernbreit (Standort) | Siedlung vor- und frühgeschichtlicher Zeitstellung. | D-6-6327-0153 |      |

### Gemarkung Seinsheim
| Lage                 | Objekt | Akten-Nr.     | Bild |
| -------------------- | --- | ------------- | ---- |
| Seinsheim (Standort) | Brandgräber der späten Bronzezeit und der Urnenfelderzeit.                                                                                              | D-6-6327-0054 |      |
| Seinsheim (Standort) | Grabhügel vorgeschichtlicher Zeitstellung. | D-6-6327-0055 |      |
| Seinsheim (Standort) | Siedlung der Linearbandkeramik und des Mittelneolithikums.                                                                                              | D-6-6327-0056 |      |
| Seinsheim (Standort) | Reihengräberfeld des frühen Mittelalters. | D-6-6327-0057 |      |
| Seinsheim (Standort) | Siedlung der Linearbandkeramik und des Mittelneolithikums sowie verebnete Grabhügel vorgeschichtlicher Zeitstellung.                                    | D-6-6327-0092 |      |
| Seinsheim (Standort) | Siedlung vor- und frühgeschichtlicher Zeitstellung. | D-6-6327-0128 |      |
| Seinsheim (Standort) | Siedlung vor- und frühgeschichtlicher Zeitstellung. | D-6-6327-0129 |      |
| Seinsheim (Standort) | Siedlung vor- und frühgeschichtlicher Zeitstellung. | D-6-6327-0130 |      |
| Seinsheim (Standort) | Siedlung vor- und frühgeschichtlicher Zeitstellung. | D-6-6327-0132 |      |
| Seinsheim (Standort) | Siedlung vor- und frühgeschichtlicher Zeitstellung. | D-6-6327-0133 |      |
| Seinsheim (Standort) | Siedlung vor- und frühgeschichtlicher Zeitstellung. | D-6-6327-0134 |      |
| Seinsheim (Standort) | Siedlung vor- und frühgeschichtlicher Zeitstellung. | D-6-6327-0154 |      |
| Seinsheim (Standort) | Archäologische Befunde des Mittelalters und der frühen Neuzeit im Bereich der Katholischen Pfarrkirche St. Peter und Paul von Seinsheim mit Kirchgaden. | D-6-6327-0229 |      |

### Gemarkung Tiefenstockheim
| Lage                       | Objekt | Akten-Nr.     | Bild |
| -------------------------- | --- | ------------- | ---- |
| Tiefenstockheim (Standort) | Siedlung der Linearbandkeramik. | D-6-6327-0058 |      |
| Tiefenstockheim (Standort) | Siedlung der Linearbandkeramik. | D-6-6327-0059 |      |
| Tiefenstockheim (Standort) | Bestattungsplatz mit Grabhügeln vorgeschichtlicher Zeitstellung. | D-6-6327-0060 |      |
| Tiefenstockheim (Standort) | Siedlung vor- und frühgeschichtlicher Zeitstellung. | D-6-6327-0135 |      |
| Tiefenstockheim (Standort) | Siedlung vor- und frühgeschichtlicher Zeitstellung. | D-6-6327-0136 |      |
| Tiefenstockheim (Standort) | Archäologische Befunde des Mittelalters und der frühen Neuzeit im Bereich der Katholischen Pfarrkirche St. Peter und Paul von Tiefenstockheim sowie untertägige Bauteile der Kirchenburg. | D-6-6327-0238 |      |
| Tiefenstockheim (Standort) | Kreisförmiges Grabenwerk vor- und frühgeschichtlicher Zeitstellung. | D-6-6327-0262 |      |

### Gemarkung Willanzheim
| Lage                   | Objekt                                                           | Akten-Nr.     | Bild |
| ---------------------- | ---------------------------------------------------------------- | ------------- | ---- |
| Willanzheim (Standort) | Bestattungsplatz mit Grabhügeln vorgeschichtlicher Zeitstellung. | D-6-6327-0065 |      |

### Gemarkung Wässerndorf
| Lage                   | Objekt | Akten-Nr.     | Bild |
| ---------------------- | --- | ------------- | ---- |
| Wässerndorf (Standort) | Siedlung der Linearbandkeramik und des Mittelneolithikums sowie Grabenwerk vorgeschichtlicher Zeitstellung, vermutlich des Neolithikums, mit dreifachem Grabensystem. | D-6-6327-0093 |      |
| Wässerndorf (Standort) | Siedlung vor- und frühgeschichtlicher Zeitstellung. | D-6-6327-0120 |      |
| Wässerndorf (Standort) | Siedlung vor- und frühgeschichtlicher Zeitstellung. | D-6-6327-0137 |      |
| Wässerndorf (Standort) | Siedlung vor- und frühgeschichtlicher Zeitstellung. | D-6-6327-0138 |      |
| Wässerndorf (Standort) | Siedlung vor- und frühgeschichtlicher Zeitstellung. | D-6-6327-0139 |      |
| Wässerndorf (Standort) | Archäologische Befunde des Mittelalters und der frühen Neuzeit im Bereich der Katholischen Kirche St. Cyriakus von Wässerndorf.                                       | D-6-6327-0241 |      |
| Wässerndorf (Standort) | Archäologische Befunde des Mittelalters und der frühen Neuzeit im Bereich des Schlosses in Wässerndorf sowie untertägige Teile der Vorgängerbebauung.                 | D-6-6327-0242 |      |